# Linha Azul (Rio de Janeiro)
A chamada Linha Azul é uma das vias expressas previstas no Plano Doxiadis, de urbanização da cidade do Rio de Janeiro.
A Linha Azul ligaria o bairro do Recreio dos Bandeirantes a região de entorno do bairro da Penha (possivelmente até o município de Duque de Caxias).
Esta via expressa por um tempo só existiu no papel. Posteriormente seu traçado passou a ser chamado de Corredor T5. Atualmente o seu traçado é composto por partes das vias expressas Transolímpica e Transcarioca (esta de uso exclusivo dos veículos BRT). Pelo projeto, as vias expressas se chamariam Vermelha, Azul, Marrom, Verde, Amarela e Lilás. Dessas, somente as linhas Vermelha (1992), a Amarela (1997) e a Lilás (anos 70) saíram do papel.